# Jak w zegarku
Jak w zegarku (ang. Clockwise; alternatywne polskie tytuły: Punktualny, Ze wskazówkami zegara, Zgodnie z ruchem wskazówek) – brytyjska komedia filmowa z 1986 roku w reżyserii Christophera Morahana z Johnem Cleese w roli głównej.
Zdjęcia do filmu kręcono w Anglii. Sceny miejskie nagrano w hrabstwach West Midlands (szkoła w West Bromwich, Birmingham), East Riding of Yorkshire (Kingston upon Hull) i Lincolnshire (Grimsby), a wiejskie - w Shropshire (Much Wenlock).

## Zarys fabuły
Brian Stimpson jest despotycznym dyrektorem pewnej angielskiej szkoły średniej, przewrażliwionym, jeśli chodzi o punktualność. Jako pierwszy w historii szef szkoły publicznej zostaje wybrany przewodniczącym prestiżowej organizacji branżowej, zdominowanej przez elitarne szkoły z internatem. Jest niezwykle dumny z tego osiągnięcia i z pietyzmem przygotowuje się do przemówienia, które ma wygłosić na dorocznej konferencji. W dniu wyjazdu jego precyzyjnie rozpisany plan bierze w łeb, a on sam wpada w serię tarapatów. 

## Obsada
- John Cleese jako Brian Stimpson
- Alison Steadman jako jego żona
- Sharon Maiden jako Laura, jego uczennica
- Pat Keen jako matka Laury
- Geoffrey Hutchings jako ojciec Laury
- Joan Hickson jako Pani Trellis
- Constance Chapman jako Pani Wheel
- Ann Way jako Pani Way